# Notocaulus nigropiceus
Notocaulus nigropiceus är en skalbaggsart som beskrevs av Max Quedenfeldt 1884. Notocaulus nigropiceus ingår i släktet Notocaulus och familjen Aphodiidae. Inga underarter finns listade i Catalogue of Life.